# Shangjie

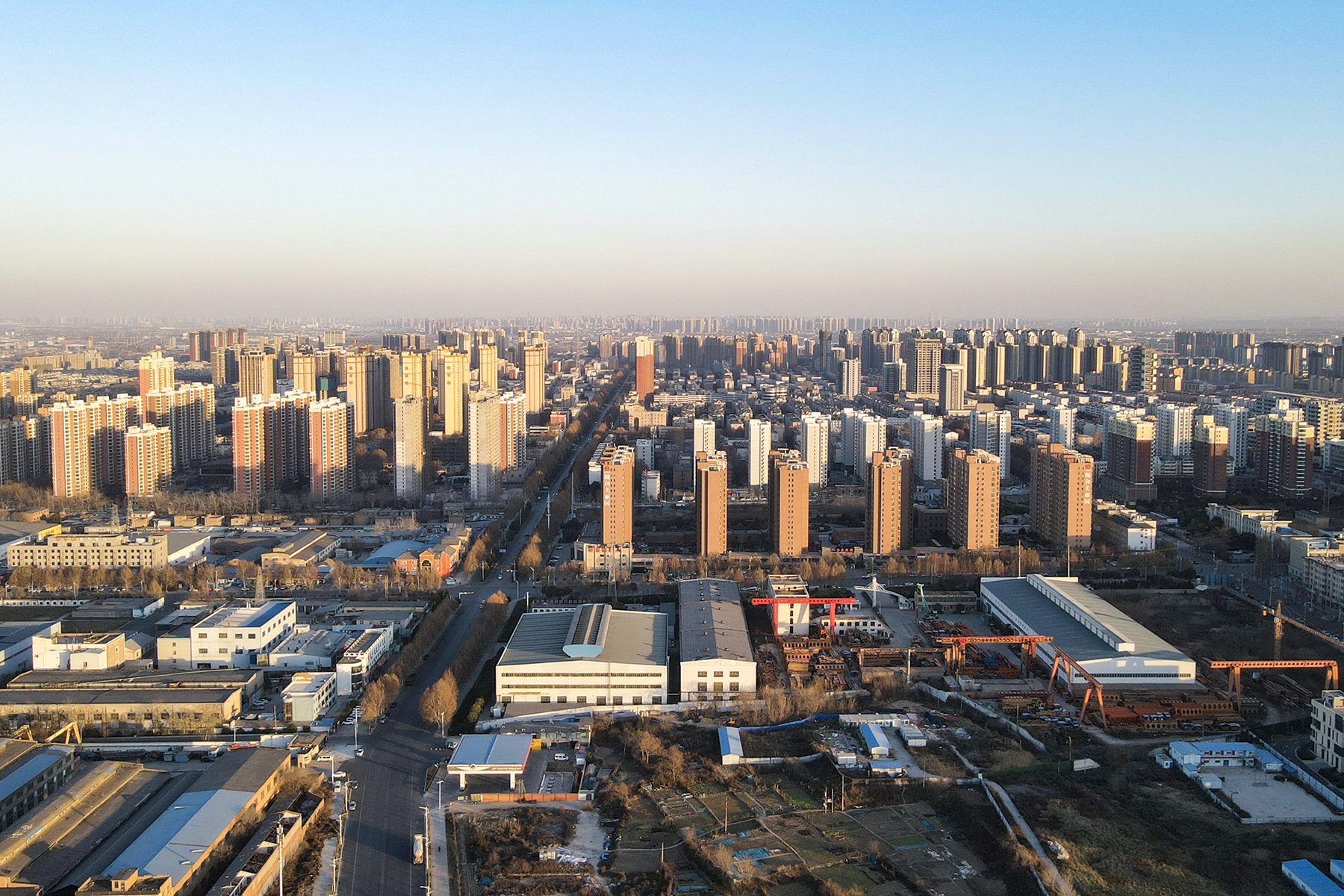
Shangjie (2022)

Der Stadtbezirk Shangjie (chinesisch 上街区, Pinyin Shàngjiē Qū) ist ein Stadtbezirk im Verwaltungsgebiet der bezirksfreien Stadt Zhengzhou, Provinz Henan, Volksrepublik China. Er hat eine Fläche von 60,43 km² und zählt 144.000 Einwohner (Stand: Ende 2018).

## Administrative Gliederung
Auf Gemeindeebene setzt sich der Stadtbezirk aus fünf Straßenvierteln und einer Großgemeinde zusammen. 